# Заблудшие ангелы
«Заблу́дшие а́нгелы» (англ. Lost Angels) — американский кинофильм режиссёра Хью Хадсона по сценарию Майкла Уэллера. В европейском прокате шёл под названием «Дорога домой» (англ. The Road Home). В главных ролях в фильме снялись лидер группы «Beastie Boys» Адам Хоровиц, Эми Локейн и Дональд Сазерленд.

## Сюжет
Тим Дулан, проблемный юноша из неблагополучной семьи в Лос-Анджелесе, отправляется в частную психиатрическую больницу после того, как ссора с полицией переросла в драку. В больнице он знакомится с доктором Чарльзом Лофтисом, человеком, у которого есть собственные проблемы.

## В ролях
- Адам Хоровиц — Тим «Чино» Дулан
- Дональд Сазерленд — доктор Чарльз Лофтис
- Эми Локейн — Шерил Андерсон
- Нина Семашко — Мерил
- Дэвид Херман — Карло
- Дон Блумфилд — Энди «Натас» Дулан
- Селия Уэстон — Фелиция Дулан Маркс
- Грэм Бекель — Ричард Дулан
- Патриция Ричардсон — миссис Андерсон
- Рон Фрейзер — Бартон Маркс
- Джо Д'Анджерио — Суини
- Уильям О'Лири — Линк
- Кевин Корриган — Гат
- Гари Райли — Призрак
- Леонард Портер Салазар — Пако
- Джонатан Дель Арко — Ангел
- Селия Ньюман — Мария
- Дэвид Херман — Карло
- Макс Перлих — Фрэнки
- Кевин Тай — доктор Гейл
- Джон МакГинли — доктор Фармер
- Фрэнсис Фишер — Джудит Лофтис
- Ли Уилкоф — Тед Бингхэм
- Джеймс Н. Харрелл — Шелби
- Джек Голд — судья
- Кеоне Янг — Атти

## Факты
- Во время начальных титров заглавие фильма «Lost Angels» преображается из названия города — Los Angeles.
- Все «лос-анджелесские» съёмки в фильме проводились в городе Сан-Антонио в Техасе.